# Permuta
La permuta es un contrato por el cual cada una de las partes se obliga a dar el derecho de propiedad (dominio) de una cosa para recibir el derecho de dominio sobre otra.
También puede ser un contrato por el cual uno de los contratantes se obliga a entregar el dominio de una cosa y una suma de dinero, pero cabe aclarar que en algunas legislaciones, si la parte en numerario es superior o igual al valor de la cosa, el contrato se considera de compraventa.
La permuta puede ser utilizada en ciertos regímenes como un mecanismo legal para el cambio de divisas cuando esta actividad se encuentra prohibida o limitada por un régimen de control de cambio.
Históricamente, la permuta, o trueque, es una forma primitiva de intercambio anterior a la compraventa, que supone la existencia de moneda y por consiguiente un grado de organización social más avanzado. Se trata de la primera manifestación natural del comercio, y aparece en la historia desde el momento en que las primeras poblaciones empiezan a especializar sus profesiones y existen excedentes. El trueque presenta varios problemas, como la doble coincidencia de necesidades, la ausencia de unidad de cuenta o el problema de confianza
Por ello, la importancia social de la permuta decae con la invención de la moneda. A partir de ese momento las relaciones comerciales pasan a regularse principalmente por medio de la compraventa. Actualmente el papel económico de la permuta es muy modesto, aunque no ha desaparecido.
Sin embargo, históricamente es habitual que el papel de la permuta recobre importancia en épocas de crisis económica, y principalmente en casos de hiperinflación, cuando el dinero pierde en gran medida su valor.
En España, el art. 1538 del Código Civil define la permuta como un contrato por el cual cada uno de los contratantes se obliga a dar una cosa para recibir otra.

## Características del contrato
La permuta puede ser pura si los bienes objeto del trueque tienen el mismo valor o con suplemento de metálico compensatorio de la diferencia de valor.
La permuta es un contrato:
- Traslativo de dominio: Sirve para transmitir la propiedad.
- Principal.
- Bilateral.
- Oneroso: Es necesario un intercambio y si no sería uno de donación de bienes.
- Conmutativo por regla general, o aleatorio por excepción.
- Instantáneo o de tracto sucesivo.
- Consensual a menos que por la naturaleza de alguno de los bienes permutados sean indispensables determinadas formalidades para la validez de la transferencia de su propiedad (por ejemplo, la escritura respecto de un bien inmueble).

## Obligaciones de las partes
Por lo general, y sin perjuicio de las diferencias de los ordenamientos legales ni de la facultad que pueden tener las partes de modificar estas reglas, se aplican las siguientes:
1. Transferir la propiedad de las cosas o derecho permutados.
2. Entregar la cosa (tradición), en los regímenes jurídicos en que sin ello no se perfecciona la transferencia de la propiedad.
3. Responder por los vicios ocultos.
4. Garantizar una posesión pacífica.
5. Responder de la evicción.
6. Pagar la parte que corresponda por Ley de los gastos de escritura y registro (salvo pacto en contrario).
7. Pagar los impuestos que correspondan por Ley.

## Relación con la compraventa
La legislación suele disponer que las disposiciones establecidas para la compraventa se apliquen supletoriamente al contrato de permuta.
El contrato de permuta puede darse si la equivalencia del precio del bien de la otra persona esta saldado más de un 51% en especie (bienes evaluados en dinero) y el resto puede ser en dinero. Si el 51% es dinero ya no es permuta sino compraventa.